# الاستفتاء الدستوري الجزائري 2020
الاستفتاء الدستوري الجزائري 2020 تم إجراء استفتاء الدستور في الجزائر بتاريخ 1 نوفمبر 2020.
وتم إجراء التصويت الشخصي في مراكز الاقتراع خلال الفترة من 25 أكتوبر إلى 1 نوفمبر، وتم إعلان يوم 1 نوفمبر يوم عطلة باعتباره تاريخ التصويت الفعلي.
أعلنت السلطة الوطنية المستقلة للانتخابات بتاريخ 2 نوفمبر 2020 على نتائج الاستفتاء الأولية أن نسبة المصوتين بـ نعم 66.80 % والمصوتين بـ لا 33.20 % بمشاركة قدرت 23.72 %.

## التعديلات الدستورية
بتاريخ 7 مايو 2020 تم الإعلان من قبل رئاسة الجمهورية عن محتوى المسودة الأولية من الدستور، وتحتوي مسودة الدستور الأولية على 240 مادة (218 سابقا).
تحتوي مسودة الدستور الأولية في مادته 234 على نص محصن يُمنع من أي تعديل دستور أن يمس ماتضمنه هذه المادة، تم إضافة تمازيغت كلغة وطنية ورسمية، وتحديد العهدة الرئاسية بعهدتين فقط متعاقبتين أو منفصلتين مدة العهدة 5 سنوات.

## لجنة التعديلات الدستورية
وتسمي أيضاً لجنة الخبراء، التي عينها رئيس الجمهورية الجزائري عبد المجيد تبون بتاريخ 8 يناير 2020، تتشكل اللجنة من 16 عضو خبير في القانون إلى جانب رئيس اللجنة أحمد لعرابة.

## الحملة الدعائية لمشروع الدستور
انطلقت الحملة الدعائية لشرح بنود الدستور بتاريخ 7 أكتوبر ودامت إلى غاية 28 أكتوبر 2020، شاركت فيها عدة أحزاب منها حزب التجمع الوطني الديمقراطي وجبهة التحرير الوطني وحزب تاج وجمعيات وطنية، إلى جانب ذلك مشاركة عدة وزراء على غرار الوزير الأول عبد العزيز جراد، وأعضاء من الحكومة: أرزقي براقي، كوثر كريكو، سيد علي خالدي.
اتهمت عدة أحزاب سياسية معارضة للدستور التضييق والتعسف الإداري على غرار حركة مجتمع السلم وحزب جبهة العدالة والتنمية.
عرفت الحملة تصريحات مثيرة للجدل منها تصريح وزير الشباب والرياضة سيد علي خالدي ’’دسترنا بيان أول نوفمبر واللي ما عجبوش الحال يبدل البلاد‘‘، بينما صرح وزير الشؤون الدينية يوسف بلمهدي أن ’’المشاركة في الاستفتاء على الدستور هو اقتداء بالرسول صلى الله عليه في حب الوطن والإخلاص له‘‘.
في 23 أكتوبر صرح رئيس حزب جبهة المستقبل عبد العزيز بلعيد ’’متطرفون يحاولون تغليط الناس باسم الهوية‘‘.
بتاريخ 29 أكتوبر 2020 دعت ست أحزاب سياسية في بيان مشترك بالتصويت بلا، وتمثلت في كل من حركة مجتمع السلم وجبهة العدالة والتنمية وحركة النهضة، وأحزاب قيد التأسيس، حركة عزم والتحالف الوطني للتغيير وحركة المجتمع الديمقراطي.

## إحصائيات عن الهيئة الناخبة وتأطير الانتخابات

### إحصائيات الهيئة الناخبة
| البيان                                         | العدد      | النسبة  |
| ---------------------------------------------- | ---------- | ------- |
| الهيئة الناخبة قبل المراجعة                    | 24,473,847 | /       |
| الهيئة الناخبة بعد اختتام المراجعة الاستثنائية | 24,475,310 | /       |
| الزيادة الحقيقية ⏫                            | 1,463      | /       |
| داخل الجزائر                                   | 23,568,012 | 96.30 % |
| الجالية في الخارج                              | 907,298    | 3.70 %  |
| توزيع الهيئة الناخبة بين الجنسين               |            |         |
| رجال                                           | 13,301,124 | 54.4    |
| نساء                                           | 11,174,186 | 45.6    |
| المجموع                                        | 24,475,310 | 100 %   |

### إحصائيات عملية تأطير الانتخابات
| البيان                                      | البيان        | العدد   | النسبة |
| ------------------------------------------- | ------------- | ------- | ------ |
| مراكز التصويت                               | خارج الجزائر  | 43      |        |
| مراكز التصويت                               | داخل الجزائر  | 13,150  |        |
| مراكز التصويت                               | المجموع       | 13,193  |        |
| مكاتب التصويت                               | داخل الجزائر  | 60,474  |        |
| مكاتب التصويت                               | متنقل         | 139     |        |
| مكاتب التصويت                               | المجموع       | 60,613  |        |
| الموارد البشرية المستعملة لتأطير الانتخابات |               |         |        |
| المجموع الكلي                               | المجموع الكلي | 438,000 | 100 %  |

## النتائج
| البيان                            | العدد     | النسبة  |
| --------------------------------- | --------- | ------- |
| الأصوات المعبر عنها               | 5,023,385 |         |
| الأوراق البيضاء والأصوات المرفوضة | 633,885   |         |
| أصوات متنازع فيها                 | 407       |         |
| عدد الناخبين من الجالية           | 45,071    |         |
| نعم                               | 3,355,518 | 66.80 % |
| لا                                | 1,667,867 | 33.20 % |
| المصوتين المسجلين/نسبة المشاركة   | 5,636,712 | 23.7 %  |